# Handleyomys intectus
Handleyomys intectus är en däggdjursart som beskrevs av Thomas 1921. Handleyomys intectus ingår i släktet Handleyomys och familjen hamsterartade gnagare. Inga underarter finns listade i Catalogue of Life.
Denna gnagare förekommer i nordvästra Colombia. Arten vistas i bergstrakter mellan 1500 och 2800 meter över havet. Habitatet utgörs av fuktiga bergsskogar och dessutom besöks angränsande ängar och jordbruksmark. Individerna går främst på marken.